# Russia Open 1997
Die Russia Open 1997 im Badminton fanden vom 28. bis zum 31. August 1997 in Moskau statt. Das Preisgeld betrug 100.000 US-Dollar. Das Turnier hatte damit einen Drei-Sterne-Status im Grand Prix.

## Sieger und Platzierte
| Disziplin    | Gold                                  | Silber                         | Bronze                             |
| ------------ | ------------------------------------- | ------------------------------ | ---------------------------------- |
| Herreneinzel | Poul-Erik Høyer Larsen                | Kenneth Jonassen               | Rikard Magnusson                   |
| Herreneinzel | Poul-Erik Høyer Larsen                | Kenneth Jonassen               | Henrik Bengtsson                   |
| Dameneinzel  | Mette Pedersen                        | Mette Sørensen                 | Camilla Martin                     |
| Dameneinzel  | Mette Pedersen                        | Mette Sørensen                 | Kim Kyeung-ran                     |
| Herrendoppel | Jon Holst-Christensen Michael Søgaard | Jim Laugesen Thomas Stavngaard | Andrei Antropow Nikolai Sujew      |
| Herrendoppel | Jon Holst-Christensen Michael Søgaard | Jim Laugesen Thomas Stavngaard | Artur Khachaturyan Sergey Melnikov |
| Damendoppel  | Helene Kirkegaard Rikke Olsen         | Ann Jørgensen Majken Vange     | Ann-Lou Jørgensen Tine Rasmussen   |
| Damendoppel  | Helene Kirkegaard Rikke Olsen         | Ann Jørgensen Majken Vange     | Pernille Harder Mette Schjoldager  |
| Mixed        | Jon Holst-Christensen Ann Jørgensen   | Janek Roos Helene Kirkegaard   | Michael Søgaard Rikke Olsen        |
| Mixed        | Jon Holst-Christensen Ann Jørgensen   | Janek Roos Helene Kirkegaard   | Jonas Rasmussen Ann-Lou Jørgensen  |